# هاري إس. ميلر
هاري إس. ميلر (بالإنجليزية: Harry S. Miller)‏ هو مغني وكاتب أغاني وشاعر أمريكي، ولد في 1867، وتوفي في القرن العشرين.

## وصلات خارجية
- هاري إس. ميلر على موقع ميوزك برينز (الإنجليزية)
- هاري إس. ميلر على موقع ديسكوغز (الإنجليزية)